# 指环王Online：安格玛之影
《指环王Online：安格玛之影》（英文：The Lord of the Rings Online: Shadows of Angmar，通常缩写为LOTRO或LotRO）是一款运行于微软Windows操作系统下的大型多人在线角色扮演游戏（MMORPG），游戏环境建立于J·R·R·托尔金一系列关于中土大陆作品的奇幻世界中， 故事发生于《魔戒》的时期。
《指环王Online：安格玛之影》由美国Turbine公司开发。2007年4月24日，游戏在加拿大、美国、澳大利亚、日本及欧洲开始运营，中国在2007年7月曾进行测试，2009年2月17日由光通通信发展有限公司进行名为“魔戒降临”的封闭测试。
游戏的第一部资料片《指环王Online：莫里亚矿坑》（The Lord of the Rings Online: Mines of Moria）于2008年11月17日发行。

## 游戏规则
游戏世界基于《魔戒》和《霍比特人》。Turbine公司没有得到使用托尔金其他的奇幻作品的使用权，如《精灵宝钻》、《胡林的孩子们》。
该游戏的大量设定都符合标准的大型多人在线游戏的模式。游戏者控制一个游戏人物周游游戏的虚拟世界并和其他游戏者及计算机控制的非玩家角色（NPC）发生互动。镜头角度可以在第一人称视角和第三人称视角切换。游戏者角色可以通过升级来得到成长。游戏者角色的等级在进行获得一定数量的经验值后可以提升。在人机战斗（PvE）及故事主线的冒险中可以获得经验值。游戏者角色的能力可以随级别的增长而上升，但游戏者角色的技能需要在升级后向特定的NPC购买。
游戏主线故事即史诗任务由一系列的“卷”组成，完成游戏主线故事的任务称为“章”，每个卷都由数章组成。游戏最初发布的时候有八卷，每次免费升级游戏内容都会追加新的卷，之后共有七个新的免费的内容更新。

在指环王Online中的托尔金中土大陆施放魔法与其他的MMORPG，如《魔兽世界》有所不同。在设定中，只有五位“贤者”，但都不是游戏者可以使用控制的。但是，存在一些需要“能量”（相当于魔法值）的主动技能。一些技能的效果如同魔法（如治愈或者向敌人投射火焰），但它们的产生是基于“知识 ”（lore）。此外，一些物品及产品可以产生类似魔法的效果。
其他的游戏特色还有快速旅行系统及游戏任务细节跟踪及历史记录。

### 玩家对战
游戏中的玩家对战（PvP）称为“怪物扮演”或“玩家对战怪物扮演玩家”（PvMP）。怪物扮演系统在游戏者角色等级到达10级时开启，游戏者可以扮演 60级的怪物。怪物扮演者称为creep，有自己的任务、称号及事迹，并与英雄玩家（游戏者角色40级或者以上，称为freep）在伊顿荒原对战，以控制 5个不同的要塞。当某一方控制了3个前哨，他们就可以进入弗洛矿洞，一个在伊顿荒原下的地下城。前哨是一个小型版本的要塞，如果有治疗者，只需3人即可。
怪物扮演者及英雄玩家可在伊顿荒原中击败对方阵营人物获得恶名及声望。对于英雄玩家，有从跑龙套到统帅共15个声望可以获得；对于怪物扮演者，则也有从追踪者到大王15个恶名。获得声望／恶名可以让游戏者购买特定的装备及护甲（英雄玩家）或士气、护甲及能量（怪物扮演者）。
游戏者角色提升的另一个方面是使用命运点数。命运点数是通过升级和完成任务来获得的，用于暂时提升某些能力及技能。这些点数也可以通过怪物扮演击败对方阵营人物、控制要塞及完成任务获得，一个游戏者的命运点数是其所有角色共享的，无论是英雄还是怪物。

### 事迹
角色可以通过在游戏中完成“事迹”获得称号及特性。游戏者可以在游戏中的区域杀掉一定数量的怪物，使用一定次数的能力，完成某地区大量任务，或探索发现一定的区域及独一无二的物品还完成事迹。完成这些事迹可以获得经验值，有时候也会奖励特性及称号。

### 称号
称号对游戏进行没有直接影响。但它提供了一个自定义姓名信息的方法。一些称号很普通但另外一些则较难获得。每个角色开始都拥有一个表明自己家乡的称号。称号可以通过完成事迹及任务，提升至更高的生产专业层次获得。每次只能激活一个称号。在伊顿荒原获得声望／恶名的角色，也可以获得词头来表明他们的声望／恶名。游戏者也可以接受血缘称号。

### 特性
每个角色在游戏当中都可以获得特性并装备它们。特性赋予角色很多不同的奖励或能力。如果有足够的特性槽，可以装备各种特性组合。免费的特性槽的数量与角色的等级有关。特性包括美德、职业、种族及传奇四种。第一个美德特性槽在第7级的时候出现。美德、职业和种族特性最多提供五个槽，传奇特性提供两个槽。特性可以在多数镇子当中找到吟游诗人，并花费一定的金钱更换。

### 音乐系统
等级到达5级以后的角色可以学习演奏鲁特琴，并根据职业选择其他乐器。吟游诗人可以学习演奏所有的乐器。使用宏，乐器可以实时演奏三个八度的音乐，并且附近的人可以听到。

## 设定
在资料片莫里亚矿坑发布的时候，指环王Online的游戏故事被安排在“指环王远征队”期间。游戏者以类似弗罗多和伙伴们离开夏尔的故事开始。时间线设置于远征队逃离莫里亚并在罗斯洛立安修整的时候。
在刚刚发行的时候，只有伊利雅德地区是可供游戏的。伊利雅德被分成伊瑞德隆、夏尔、布雷兰（包括布理、老林及古墓岗）、北岗（佛诺斯特）、孤土（围绕风云顶的地区）、巨魔森林（瑞文戴尔周围的区域）、迷雾山脉（后来包括了哥布林城）、安格马及伊顿荒原。游戏运营后又增加了两个主要区域，即围绕伊凡丁湖的伊凡丁及位于夏尔以北100英里的安努米纳斯，第十三卷还增加了冰雪覆盖的福罗切尔。其他卷还增加了房屋系统或者扩展已有地区，如增加哥布林城等。随着资料片莫里亚矿坑的发布，Turbine公司也为没有购买资料片的游戏者发布了第十五卷。这个免费的升级将允许游戏者旅行到伊瑞詹地区。购买了资料片莫里亚矿坑可以进入整个的伊瑞詹、莫里亚及罗斯洛立安。Turbine公司指出他们意将填充整个中土大陆，但是远征队到达的地区是最优先考虑。

## 种族与职业
游戏中有四个种族可以扮演：人类、精灵、霍比特人和矮人。起初游戏中可以扮演七种职业：斗士、盾卫、猎人、旗手、刺客、贤者和吟游诗人。在资料片莫里亚矿坑中又新增两种职业：守望者和符文师。没有一个种族可以扮演所有的职业。

## 工匠系统
游戏中分七个行业，游戏者可以选择从事其中一个，每个行业下面有三种职业。一共有十种职业，即行业之间有职业是重合的。

## 中文版翻译
指环王Online的翻译部分地名时，采取了不同于已有中文版图书（包括大陆及台湾的不同版本）的译名，如Bree翻译作布雷，而图书一般译作布理；Eriador译作埃里阿多尔，图书一般翻译作伊利雅德；Eregion译作埃里吉翁，图书一般翻译作伊瑞詹；Lothlórien翻译作洛丝萝林，图书一般翻译作罗斯洛立安，等等。

## 相關条目
- 支持DirectX 10游戏列表